# Русская жизнь (журнал)
«Русская жизнь» — суспільно-політичний і літературний журнал, видавався з квітня 2007 року до червня 2009 року у Москві.

## Історія
Засновник і голова редакційної ради — Микола Левічев, головний редактор — Дмитро Ольшанський. Серед авторів журналу — Олександр Храмчихін, Денис Горєлов, Дмитро Биков, Дмитро Губін, Захар Прилєпін, Максим Кантор, Олег Кашин, Тетяна Толстая.
Постійні розділи журналу (входили до складу з першого до останнього випуску): Насущне, Колишнє, Думи, Образи, Обличчя, Громадянство, Міщанство, Художність.
Інші розділи: Воїнство, Священство, Сімейство.
3 червня 2009 року вийшов останній 55-й випуск, озаглавлений словом «Смерть». Журнал припинив своє існування.